# Oxton (Yorkshire du Nord)
Pour l’article homonyme, voir Oxton (Scottish Borders).
Oxton est un village et une paroisse civile du Yorkshire du Nord, en Angleterre.